# Kerli
Kerli Kõiv (născută pe 7 februarie 1987 în Elva, Estonia) este o cantautoare estoniană aflată sub contract cu casele de discuri Island Records și Universal Music. Cunoscută sub numele de Kerli, ea a debutat în anul 2008 prin intermediul albumului Love Is Dead, material care a primit recenzii favorabile din partea criticilor de specialitate și a fost comercializat în peste 260,000 de exemplare pe plan internațional. Cântăreață câștigătoare a multiple distincții și merite (vezi aici), Kerli este recunoscută pentru timbrul său vocal „profund”, genul muzical abordat și vestimentația îndrăzneață, ansamblu de concepte pe care artista îl numește „Bubble Goth”.

## Biografie

### Anii copilăriei și primele activități muzicale (1987 — 2006)
Kerli Kõiv s-a născut la data de 7 februarie 1987 în orășelul estonian de provincie Elva, fiind primul copil al cuplului format din Piret (o asistentă socială) și Toivo Kõiv (un mecanic auto); aceasta are o soră pe nume Eliisa, de asemenea cântăreață. Încă din perioada în care era înscrisă la grădinița locală educatoarea sa a observat înclinațiile acesteia spre muzică și avea s-o înscrie în câteva concursuri regionale. În copilărie Kerli a fost încurajată să studieze dansuri de societate, iar muzica pe care o asculta se rezuma la o casetă înregistrată de Bonnie Tyler. La vârsta de opt ani tânăra artistă începea să studieze muzica cultă și învăța să cânte la pian, iar cinci ani mai târziu scria primul său cântec, fiind susținută în permanență de bunicul său ce profesase ca și compozitor. Kerli a studiat la școala locală Elva Gümnaasium, iar mai târziu la Miina Harma Gymnasium din orașul Tartu — la șaisprezece ani, în ciuda opoziției arătate de părinții săi, Kerli își abandona studiile pentru a se concentra pe cariera sa în muzică; concomitent cu abandonul tinerei cântărețe tatăl acesteia părăsea căminul conjugal.
În adolescență Kerli scria povestiri, poezii și compunea cântece care o ajutau să evadeze din lumea sa „abuzivă” și o introduceau în universul său „imaginar”. Pe parcursul anului 2002 tânăra cântăreață a participat la emisiunea Laulukarussell, iar la data de 18 mai a fost numită marea câștigătoarea a competiției. De asemenea, pe parcursul aceluiași an Kerli a mințit cu privire la vârsta sa și s-a înscris în concursul Fizz Superstar (o „versiune baltică a American Idol-ului”). Ulterior Kerli a câștigat marele trofeu și a semnat un contract de management cu Universal Suedia, ce a fost anulat odată cu descoperirea adevărului. În 2003 tânăra interpretă semna cu o casă de înregistrări independentă, însă la scurt timp contractul său era desfăcut din cauza falimentului înregistrat de către respectiva companie. Pe parcursul aceluiași an Kerli se muta în Stockholm, loc în care începea să colaboreze cu o serie de compozitori cu renume și se înscria la preselecțiile ce aveau să determine reprezentantul Suediei la Concursul Muzical Eurovision 2003. Fiind eliminată în semifinalele competiției, Kerli își încerca norocul în anul următor în ceea ce privea reprezentarea Estoniei la ESC 2004, însă compoziția sa, intitulată „Beautiful Inside”, ocupa locul secund în ierarhia finală.
„Nu îmi pare rău de nimic... Pentru o vreme mi-au lipsit Estonia și tinerii soliști estonieni, dar unii au început să își dea seama că am realizat ceva aici și lucrurile au început să se schimbe.”
În cei doi ani în care a trăit în Stockholm, Kerli a colaborat cu o sumedenie de producători suedezi, iar din cauza faptului că trebuia să trăiască lunar cu circa 100 de euro, tânăra artistă a fost nevoită să mănânce timp de trei luni doar orez și a locuit la parterul unei case abandonate. La vârsta de optsprezece ani Kerli s-a mutat în SUA, unde a continuat să scrie cântece și a semnat un contract de management cu casa de discuri Island Def Jam Music Group pe parcursul anului 2006.

### Debutul discografic și «Love Is Dead» (2007 — 2009)

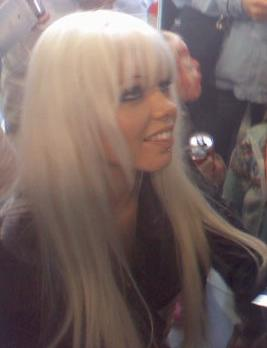
Kerli în 2009

După ce a semnat contractul cu Island Records, Kerli a început să înregistreze diverse cântece pentru albumul său de debut și a colaborat intens cu producătorul american David Maurice. Pentru a putea observa reacția publicului, artista a lansat primul său extended play (EP) în octombrie 2007. Fiind promovat sub egida unei case de discuri locale, numită Stolen Transmission, discul conține două piese originale: „Walking on Air” și „Love Is Dead”, respectiv o preluare după șlagărul formației britanice Bauhaus „She's in Parties”. Reacțiile criticilor de specialitate au fost pozitive, unii jurnaliști comparând muzica artistei cu cea a cântăreței islandeze Björk, încurajând-o în acest fel pe Kerli să lanseze primul său album de studio.
Primul disc single al interpretei, intitulat „Walking on Air”, a fost lansat pe 1 ianuarie, 2008 și era numit de către artistă „o autobiografie electropop”. Piesa s-a bucurat de succes comercial la nivel european, cucerind trepte înalte în clasamentele de specialitate din Elveția, Belgia, Germania și Italia. În Estonia compoziția a primit statutul de „cântecul anului” datorită impactului puternic pe care l-a avut asupra posturilor radio. Albumul de debut semnat Kerli, intitulat Love Is Dead, a început să fie comercializat în SUA la data de 8 iulie 2008 și era însoțit de promovarea unui disc single omonim. Discul a debutat pe treapta cu numărul 126 în clasamentul Billboard 200, fiind vândut în 5,500 de exemplare în săptămâna lansării. În ciuda insuccesului comercial, albumul a primit recenzii favorabile din partea criticilor care complimentau felul în care „Kerli transformă muzica alternativă într-o veritabilă artă”. De asemenea, de pe discul Love Is Dead au mai fost extrase și promovate două piese pe disc single: „Creepshow” și „Fragile”, însă niciuna dintre compoziții nu s-a bucurat de succesul scontat. În timp ce artista continua să își promoveze materialul discografic de debut printr-o serie de concerte, încă una dintre piesele incluse pe acesta, duetul cu artistul italian Cesare Cremonini numit „The Creationist”, era comercializat sub statut de disc promoțional și se bucura de succes moderat în Italia.

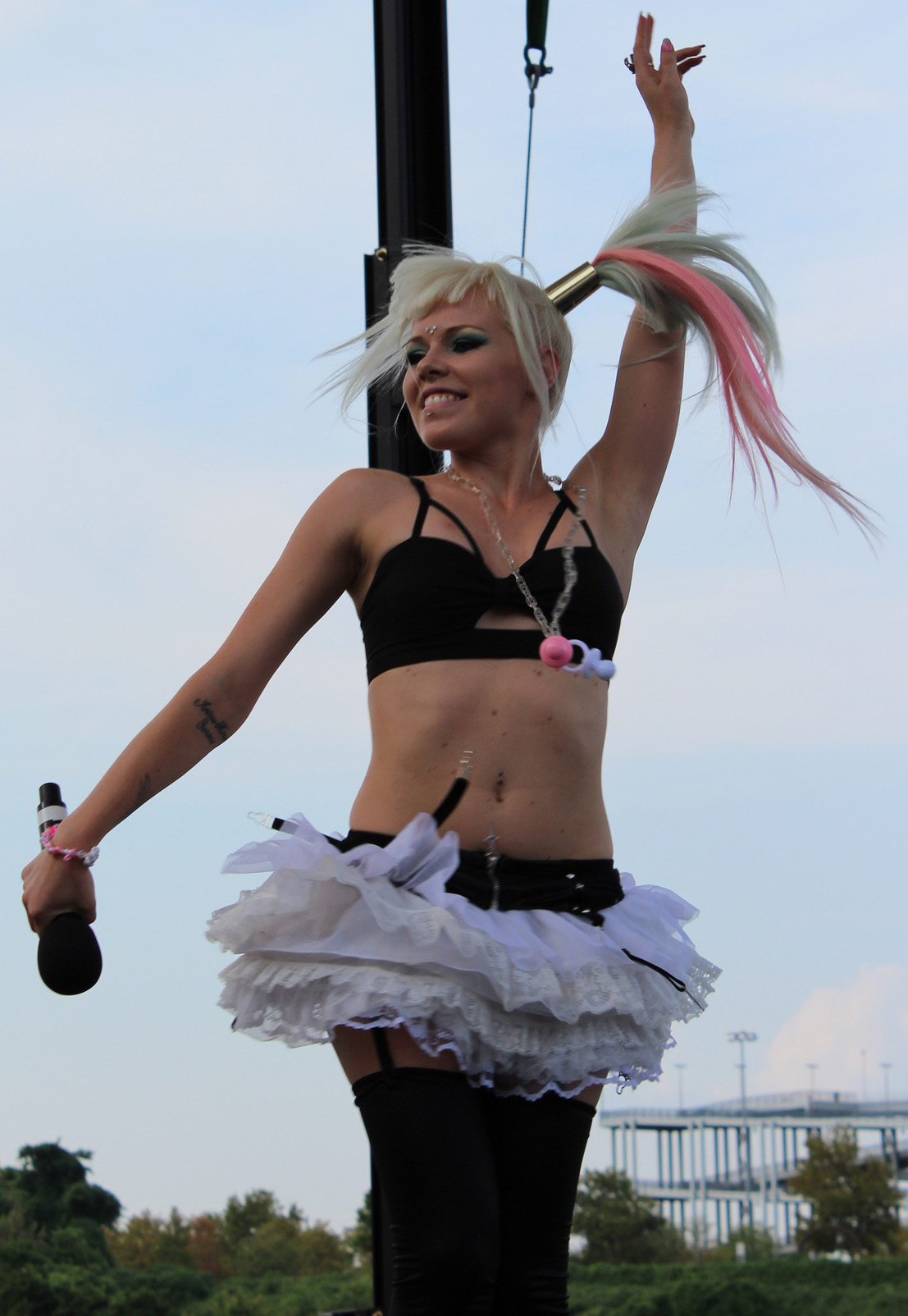
Kerli în 2012

Ca răsplată pentru activitatea sa intensă din „era Love Is Dead”, Kerli a fost nominalizată la premiile MTV Europe Music Awards la categoria „Cel mai bun artist baltic”, iar la gala Eesti Muusikaauhinnad din țara sa natală era numită „Artista anului”, „Cea mai bună cântăreață pop”, videoclipul filmat pentru „Walking on Air” câștiga un trofeu pentru „Videoclipul anului”, iar albumul Love Is Dead era nominalizat la secțiunea „Albumul anului”. De asemenea, Kerli primea prestigiosul premiu „European Border Breakers Award”, acordat celor mai promițători debutanți din industria muzicală europeană. La finele anului 2009 Kerli primea o rubrică specială în cel mai citit ziar estonian, cotidianul Postimees, în care aceasta și-a exprimat acid opiniile cu privire la societatea din țara sa natală; articolele sale au fost criticate de către presa locală, însă artista s-a declarat dezinteresată de opiniile jurnaliștilor.

### «Army of Love» și noul album de studio (2010 — prezent)
La data de 2 martie 2010 avea loc lansarea coloanei sonore a filmului Alice în Țara Minunilor, pe aceasta fiind incluse două piese înregistrate de către Kerli: „psihedelica” compoziție „Tea Party”, respectiv „Strange”, un duet înregistrat în compania solistului formației germane Tokio Hotel, Bill Kaulitz. Cântecele au primit recenzii mixte din partea criticilor de specialitate, iar „Tea Party” a fost lansat pe disc single și a ajutat albumul de proveniență să își sporească numărul de unități comercializate.
Începând cu prima parte a anului 2010 Kerli a inițiat înregistrările celui de-al doilea album din cariera sa, precizând că pe acest disc vor fi incluse piese ce aparțin unui „nou stil muzical numit Bubble Goth”. Pentru a promova în avans materialul discografic, artista a lansat la finele anului 2010 un single promoțional, intitulat „Army of Love”, ce a beneficiat de un videoclip și a primit reacții favorabile din partea presei online. Conform declarațiilor artistei, cel de-al doilea album de studio semnat Kerli va fi lansat la începutul anului 2011 și va fi succedat de un turneu de promovare. În 2013 lansează EP-ul Utopia. În noiembrie 2013, Kerli părăsește Island Records pentru Ultra Music. În 2014 scrie versurile piesei „See Through” a celor de la Pentatonix. În 2015, Hilary Duff înregistrează un cover al piesei demonstrative a lui Kerli, Runnin'. Pe 19 februarie 2016 a lansat piesa „Feral Hearts”, videoclipul acesteia fiind lansat pe 25 februarie. Al doilea single, „Blossom”, a fost lansat pe 28 aprilie, odată cu videoclipul.

## Simțul artistic

### Vocea și calitățile interpretative

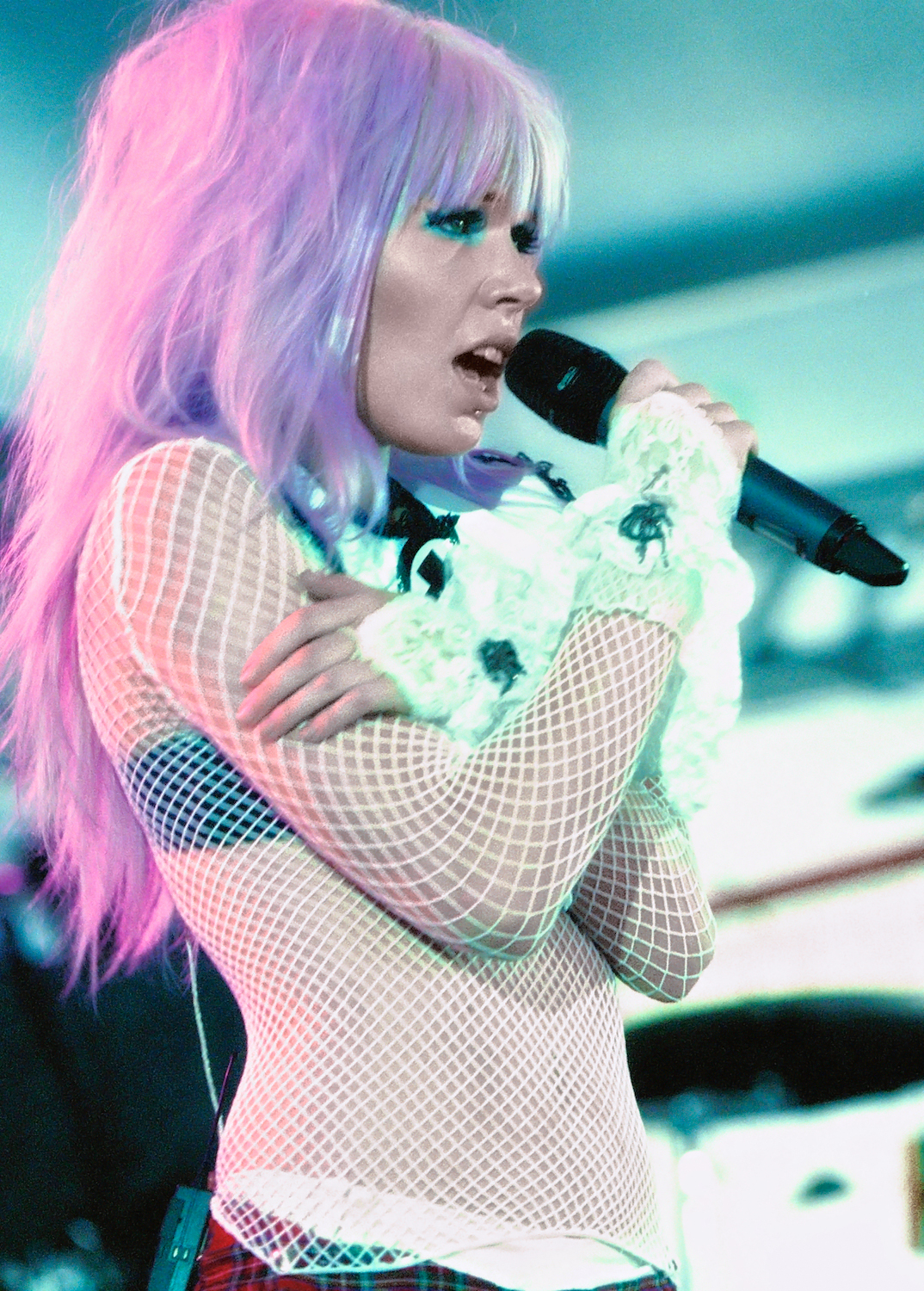
Kerli în 2011

Deși conform propriilor declarații, Kerli nu posedă o întindere vocală largă, timbrul său a fost intens discutat de către presa online. Odată cu lansarea EP-ului Kerli, maniera sa interpretativă era comparată cu cea a cântăreței islandeze Björk, „acesta fiind unul dintre cele mai mari complimente pe care o tânără vocalistă și-ar dori să le primească”. Recenzorii site-ului Allmusic spuneau despre Kerli că este o combinație între ceea ce „oferă Bjork, Natasha Bedingfield și Amy Lee, servită cu un gram de lolita gotic”. Artista susține că piesele lente o avantajează din punct de vedere interpretativ, acest fapt fiind susținut și de critici, care subliniau că „în vocea sa există o profunzime plăcută, cele mai bune compoziții ale sale fiind cele în care ea profită de acest atuu”. Oferind o recenzie piesei „Walking on Air”, redactorii site-ului The Singles Jukebox Arhivat în 26 august 2014, la Wayback Machine. făceau o paralelă între fizicul cântăreței și glasul său — „Vocea lui Kerli, care este o octavă mai joasă decât te-ai aștepta să fie, este ușor accentuată și capabilă să înfricoșeze”. Analizând albumul Love Is Dead, unii dintre critici lăudau calitățile interpretative ale lui Kerli, numindu-i vocea „superbă” și complimentându-i abilitatea de a transmite emoții prin cântecele sale, iar alții se declarau nemulțumiți de multitudinea de efecte supraînregistrate peste vocea acesteia, spunând că „este destul de dificil să-ți dai seama care este glasul său real, având în vedere că materialul este plin de ecouri și distorsiuni.” De asemenea, vocea lui Kerli a fost catalogată drept „extrem de eterică” și în ciuda acestui element „vaporos” pe care-l posedă, artista are o putere în glas care îi conferă o nuanță întunecată, fapt ce-i permite „să personalizeze fiecare compoziție pe care o cântă.” Mai mult, unii recenzori admirau versatilitatea cu care Kerli își interpretează compozițiile spunând că „vocea sa se poate transforma dintr-un fredonat fermecător într-un bocet plin de durere”. În ciuda părerilor în general pozitive ale recenzorilor, au existat persoane care au criticat-o pe artistă, numindu-i glasul „subțire și inconsistent”.

### Genul muzical abordat

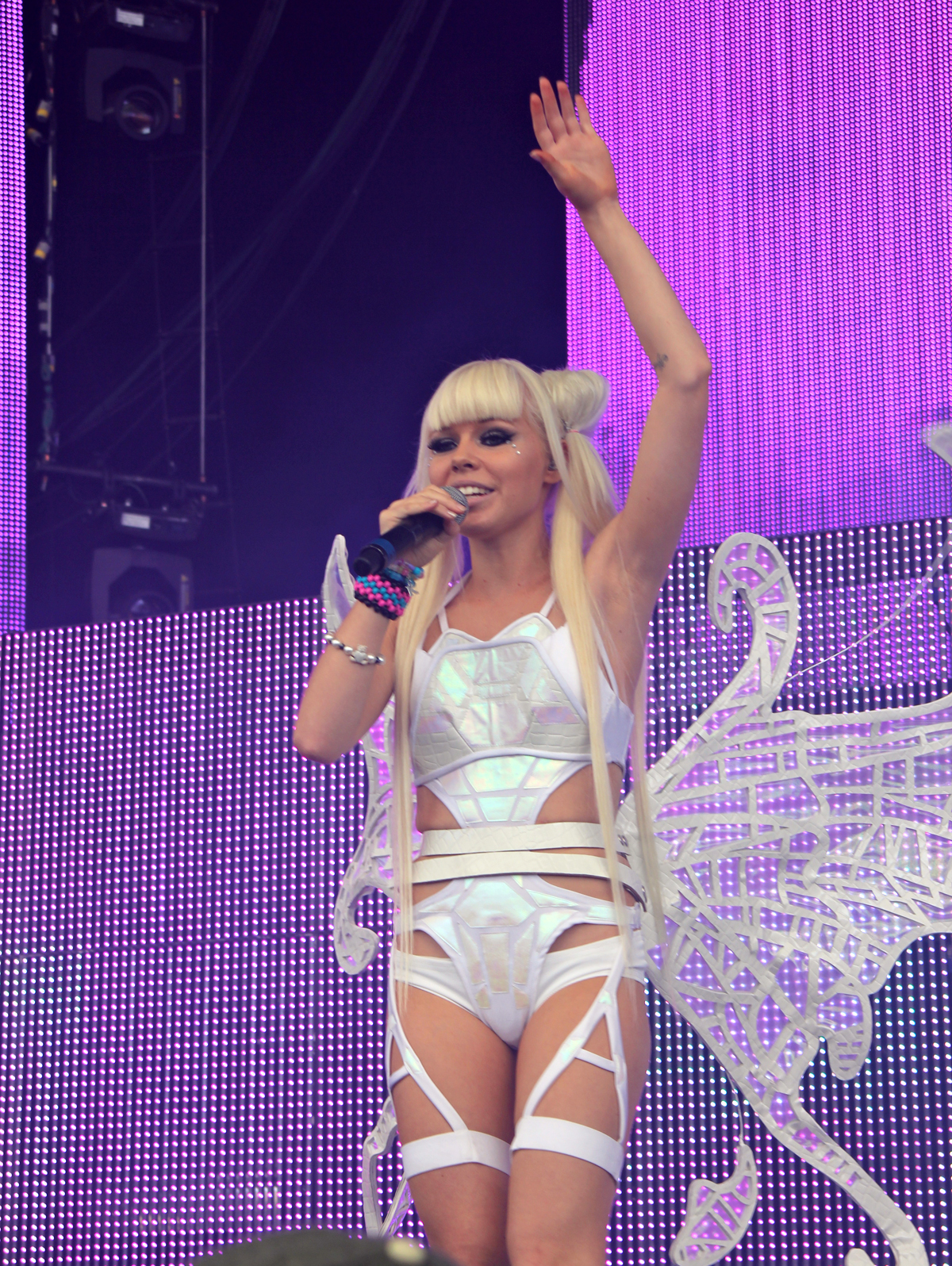
Kerli la Identity Festival 2012

Conform recenzorilor site-ului Allmusic genul muzical abordat de către artistă este pop-rock-ul, stilurile sale favorite sunt rock-ul alternativ și indie, iar majoritatea compozițiilor sale au ca temă eșecul amoros sau reflecția. Kerli a susținut în mai multe interviuri că muzica sa reprezintă o descătușare față de viața conservatoare pe care a avut-o în copilărie, perioadă în care a fost influențată de un număr restrâns de artiști, printre aceștia numărându-se Anouk, Bjork, Janis Joplin și Spice Girls. Analizând albumul său de debut, criticii de specialitate apreciau aportul adus de către Kerli în scrierea și compunerea cântecelor, numindu-i compozițiile „ciudate, însă comerciale”. Recenzorii site-ului ArtistDirect Arhivat în 1 august 2012, la Wayback Machine. spuneau că prin muzica sa Kerli „explorează ani de suferință, pierderi și durere”, iar albumul Love Is Dead este „mai presus de rock-ul alternativ, este o artă alternativă”, iar „viziunea artistei se extinde în spatele notelor pe care le înregistrează.” Unii jurnaliști din presa online ironizau declarațiile cântăreței și spuneau că „pentru o fată ce «a crescut fără muzică» într-un stat sovietic, câteva dintre piesele sale ies cu adevărat în evidență”. De asemenea, discul său de debut era aclamat de către public pentru multitudinea de genuri abordate, iar criticii exemplificau spunând următoarele — „în timp ce cântecul «Love Is Dead» reprezintă o experiență muzicală electrizantă, piesa «Fragile» dezvăluie o latură vulnerabilă a artistei”. Totuși, muzica cântăreței estone a primit și reacții negative, recenzorii revistei americane Blender spunând următoarele — „Din păcate muzica, în loc să te pătrundă la suflet, apare ca o pantomimă cu mult machiaj, cu cuvinte atât de desperant de învechite încât sună ca un ceaslov pentru școala de duminică”. Concluzionând, unii critici consideră că albumul Love Is Dead „este o mică înregistrare pop, care reușește să devină mai profundă și mai ciudată decât oricare altă cântăreață pop de nișă ar putea visa”. De asemenea, Kerli a declarat că muzica inclusă pe cel de-al doilea album din cariera sa se încadrează într-un nou gen muzical, ale cărui baze au fost puse chiar de către ea și poartă numele Bubble Goth; ea a precizat că nu va renunța la stilul discului Love Is Dead, însă îl va transforma în ceva „mai vioi, mai încrezător”.

### Imaginea publică
Odată cu debutul său discografic Kerli și-a format o bază de fani consistentă, iar artista preferă să își numească admiratorii „Moon Children” (în lb. rom — Copiii Lunii); conform descrierilor făcute de către interpretă, aceștia sunt „persoane care au multe emoții și cărora le e frică să le expună”. De asemenea, Kerli poartă adesea costumații ce încorporează un simbol format din trei puncte, simbolizând „integritatea, dragostea și unitatea”. Artista este recunoscută pentru stilul său vestimentar îndrăzneț și pentru faptul că își creează singură costumațiile și accesoriile. În timp ce gusturile sale vestimentare erau catalogate drept „curajoase și extravagante”, Kerli mărturisea că sursele sale de inspirație sunt „oamenii sau locurile obișnuite, pictorii, oamenii de știință și liderii spirituali”. Ținutele sale, „prin intermediul cărora împinge toate limitele la extreme”, au indus-o pe artistă într-un conflict cu renumita cântăreață Lady Gaga, presa speculând intens pe marginea autenticității vestimentațiilor sale și viceversa.

## Discografie
| Albume de studio - Love Is Dead (2008) - Utopia (2013) | Discuri EP - Kerli (2007) | Discuri single - „Love Is Dead” - „Walking on Air” - „Creepshow” - „Fragile” - „The Creationist” - „Tea Party” - „Army of Love” - „en:Zero Gravity (song)” - „The Lucky Ones” |

## Premii și nominalizări
| Anul | Titlul compoziției premiate | Juriul                         | Distincția                    | Rezultatul   | Note   |
| ---- | --------------------------- | ------------------------------ | ----------------------------- | ------------ | ------ |
| 2008 | —                           | MTV Europe Music Awards        | „Cel mai bun artist baltic”   | Nominalizare | [ 57 ] |
| 2009 | —                           | Eesti Muusikaauhinnad          | „Artista anului”              | Câștigat     | [ 58 ] |
| 2009 | —                           | Eesti Muusikaauhinnad          | „Cea mai bună cântăreață pop” | Câștigat     | [ 58 ] |
| 2009 | „Walking on Air”            | Eesti Muusikaauhinnad          | „Videoclipul anului”          | Câștigat     | [ 58 ] |
| 2009 | Love Is Dead                | Eesti Muusikaauhinnad          | „Albumul anului”              | Nominalizare | [ 58 ] |
| 2010 | Love Is Dead                | European Border Breakers Award | —                             | Câștigat     | [ 59 ] |